# 테오키스
| 번호: 386 | 타입: 에스퍼 | 진화전: 없음 | 진화후: 없음 |

테오키스 (Deoxys,일본어: デオキシス 데오키시스[*])는 포켓몬스터 시리즈에 등장하는 가공의 캐릭터이다.

## 특징
운석에 붙어 있던 우주 바이러스의 DNA가 변이하여 생겨난 포켓몬이다. 막강한 공격력을 가지고 있고 여러 폼으로 변할 수도 있다. 가슴의 수정체가 본체이며, 여기로부터 레이저나 염력을 발사하여 수정체 이외의 신체의 형상이나 성질을 자유자재로 변화시킬 수 있고 재생력도 뛰어나다.

## 게임에서의 테오키스
《포켓몬스터 루비·사파이어》에서 첫등장한 환상의 포켓몬. 일본에서는 《포켓몬스터 파이어레드·리프그린》에서 극장판 《열공의 방문자 테오키스》의 특별 예매권에 첨부되었던 「오로라 티켓」을 가지고 있으면 게임 내의 테오키스의 출현 장소에 갈 수 있었다. 《포켓몬스터DP 디아루가·펄기아》에서도 극장판 《디아루가 vs 펄기아 vs 다크라이》의 예매권에 테오키스 교환권이 붙어 있어, 입수할 수 있었다. 《포켓몬스터 오메가루비·알파사파이어》에서는 환상이 아닌 전설의 포켓몬으로서 델타 에피소드의 마지막 포켓몬으로 등장하여 누구나 입수할 수 있게 되었다. 테오키스는 게임보이 어드밴스판의 시리즈에서는, 게임 소프트의 종류에 따라 '폼'이 변화한다. 《포켓몬스터DP 디아루가·펄기아》에서는 장막시티에 있는 네 개의 운석을 조사하면 폼 체인지를 할 수 있다. 오메가루비, 알파사파이어에서는 공서박사의 연구소에 있는 운석을 조사하면 테오키스를 폼체인지 할 수 있다.
노말폼 - 《포켓몬스터 루비·사파이어》의 모습. 모든 모습이 균형잡혀 있다. 

어택폼 - 《포켓몬스터 파이어 레드》의 모습. 공격, 특공, 스피드가 매우 높지만 방어체계는 노말폼보다도 취약하다.

디펜스폼 - 《포켓몬스터 리프 그린》의 모습. 방어, 특방이 높다. 

스피드폼 - 《포켓몬스터 에메랄드》의 모습. 스피드 능력치가 180으로 모든 포켓몬중 가장 높았는데, 레지에레키(스피드 200)한테 밀려서 지금은 아니다.
《포켓몬 불가사의 던전 파랑 구조대/빨강 구조대》에서는 아이템을 3개만 가지고 갈 수 있는 '운석의 동굴'에 테오키스가 출현한다. 각층에 있는 테오키스의 환상을 쓰러뜨려야만 다음 층으로 갈 수 있다.
《대난투 스매시브라더스 X》에서는 몬스터 볼에서 어택폼으로 출현하여 상공에서 「파괴광선」을 발사한다.
《포켓몬 불가사의 던전》에서 메인 빌런으로 등장한다.
포켓몬고에서는 레이드에서 잡을 수 있고, 특히 방어가 높은 테오키스 디펜스폼은 배틀의 슈퍼리그, 하이퍼리그의 랭킹 상위권에 있어서 많이 쓰이곤 한다.

## 애니메이션에서의 테오키스
《포켓몬스터 AG》171화에 등장.
《포켓몬스터 DP》112화에서 피카츄가 상처입은 테오키스를 돕는다.테오키스는 로켓단에게 사이코웨이브를 쓴다.

## 그 외에서의 테오키스
- 극장판 《열공의 방문자 테오키스》에 등장. 우주에서 온 수수께끼의 포켓몬. 레쿠쟈의 세력권에 침범하여 레쿠쟈의 분노를 샀다.
- 포켓몬코리아에서 2008년 8월 30일, 8월 31일에 한글판 《포켓몬스터DP 디아루가·펄기아》로 테오키스를 배포하였다.
- 포켓몬스터 스페셜에서 비주기가 아들(은동)을 찾으려고 테오키스를 잡는다.
- 포켓몬 카드 게임에서는 확장팩 《스파이럴 포스》로 처음 발매되었다.

## 같이 보기
- 포켓몬스터
- 포켓몬의 목록